# Batalla de Pavía (1512)
La primera batalla de Pavía tuvo lugar en junio de 1512 en torno a la actual localidad de Pavía, al sur de Milán, Italia, y opuso al ejército de Luis XII de Francia frente a los de la Señoría de Venecia aliados a las tropas de la Antigua Confederación Suiza, en pugna por el dominio del norte de Italia, en el marco de la guerra de la Liga de Cambrai. 
La victoria se saldó con la derrota francesa, cuyo ejército abandonó el Milanesado, siendo restaurado a la cabeza del ducado el desposeído Maximiliano Sforza.

## Antecedentes
La Liga Santa entre Venecia, los reyes de España y el Papado había posibilitado que en febrero de 1512, tropas españolas procedentes del Reino de Nápoles consiguieran recuperar Bolonia para el pontífice Julio II. Sin embargo, la capacidad ofensiva de Francia era muy considerable, y se presionó al emperador Maximiliano I de Habsburgo para que participara activamente en esta alianza, firmándose un tratado entre la República de Venecia y el emperador el 6 de abril de 1512.
El pacto se tradujo en que el archiduque Maximiliano acordó con los confederados suizos la prestación de un contingente de infantería - previa negociación de una embajada suiza en Venecia -, al tiempo que sus Estados aportarían tropas de caballería, artillería y el dinero necesario para sostener dicho ejército, que tendría como finalidad restaurar al duque de Milán, de la casa de los Sforza, y expulsar a los franceses de Lombardía. 
Mientras se pactaban estos trascendentales acuerdos, tuvo lugar el 12 de abril la batalla de Rávena entre tropas pontificio-españolas y franco-ferraresas, produciéndose la derrota de los primeros, pero un enorme debilitamiento de los segundos, que padecieron varios miles de bajas.

## La ruta hacia Pavía

### La movilización del ejército de la Liga
El 10 de mayo, un cuerpo de 42 compañías y 20.000 soldados suizos se concentraba en Coira a cargo de Ulrich von Sax, junto con una quincena de medias culebrinas, botín de la guerra Suaba. El 14 de mayo partían, llegando a Trento el 19 y el 21 a Verona. El día 30 marchan hacia Villafranca di Verona donde se les unirán las tropas venecianas: 550 hombres de armas, 1.200 caballos ligeros y 4.000 infantes con 6 cañones y 3 culebrinas.

### La persecución del ejército francés
El ejército francés al mando del señor de la Palice, compuesto por 8.000 infantes y 800 caballos, se va retirando del Veronese y desaloja las plazas que ocupan en el Véneto, dirigiéndose hacia el oeste, hacia Lombardía, con el objetivo de hacer resistencia en Pontevico en el cruce sobre el río Oglio. Casi son atrapados en Valeggio sul Mincio antes de cruzar el río que apellida la localidad, pero consiguen realizar el paso sin bajas de importancia. 
El 4 de junio, el grueso de los franceses se hallan en Pontevico, y el ejército de la Liga en el Bresciano acosando con la caballería ligera la retaguardia enemiga. En última instancia, La Palice decide proseguir su retirada, para ofrecer resistencia en Pizzighettone con el fin de enfrentarse a sus perseguidores antes del cruce del río Adda, donde es reforzado por las tropas mandadas por Teodoro Trivulzio, sobrino del gobernador. A las riberas del río, ambos ejércitos, perseguido y perseguidor, se alojan vecinos a día 10 de junio. 
Aunque los franceses empiezan a construcir una fortificación, la artillería veneciana les hace desistir. El cruce del ejército de la Liga se complica al casi romperse el puente tendido al paso de la artillería, cuyo cruce se posterga, retrasándose toda la marcha dos días.
Al tiempo que se producía la llegada del ejército de la Liga, los ciudadanos de Milán se rebelaban, expulsando a los franceses y a su gobernador. 
A las puertas de Pavía llega el ejército francés en retirada, cuyos vecinos se niegan a recibir. Las tropas entran en el parque de Mirabello, un extenso recinto cercado anexo a los muros de la ciudad, que se mantiene como parque de caza para los duques de Milán. Por aquí toman la puerta que les da acceso a la ciudad.

## La batalla
El 15 de junio, se planta la artillería en el parque para tirar abajo los muros de la ciudadela, entrando y combatiendo con fuerzas francesas que lo defienden. El 18 de junio, tropas de la Liga cruzan en barca el río Ticino para controlar el paso que comunica Pavía con la otra ribera y estrechar el cerco de la ciudad. Los franceses lo defienden con caballería, y la infantería suiza e italiana ha de retirarse. Los pontoneros venecianos comienzan a tender un puente.
Viéndose ya casi rodeados, las tropas a sueldo del rey de Francia abandonan Pavía cruzando el puente de piedra que une la ciudad con la ribera contraria, huyendo camino a Alessandria con la intención de cruzar el río Po en Valenza y desertan del ejército 1.500 lansquenetes que tienen la intención de volver a Alemania sanos y salvos y dejar de huir. 
El ejército de la Liga reinicia la persecución, matando gran número de soldados en el camino y obligando al resto a un cruce desesperado del Po, donde muchos infantes mueren ahogados. El resto del ejército francés continúa la huida: no son aceptados en Alessandria ni en Asti, por lo que prosiguen la marcha para entrar en tierras francesas. 

## Consecuencias
Las tropas suizas cobraron un mes de sueldo por el hecho de armas, 50.000 ducados abonados por los ciudadanos de Pavía. 
La guarnición de Brescia no tardó en pedir salvoconducto para abandonar la ciudad que retenían. En Novara y Cremona quedaron guarniciones que retenían las plazas en nombre del rey de Francia, si bien fueron tomadas a finales de año, pasando el Milanesado a manos de Maximiliano de Sforza, al menos nominalmente, pues era rehén de sus costosos defensores helvéticos. 
El año de 1513, los franceses intentarán recuperar el Estado, siendo derrotados en la batalla de Novara. Sus esfuerzos proseguirán hasta que en 1515 consigan derrotar a los suizos en Marignano, que se habían erigido, dada su capacidad bélica, como los dominadores efectivos de Lombardía durante estos años.